# DIN 66399
DIN 66399 – norma regulująca wymogi i obowiązki w zakresie bezpiecznego niszczenia dokumentów i nośników danych. Stosują się do niej producenci urządzeń i systemów niszczących. Nad projektem pracował niemiecki komitet techniczny Standards Committee for Information Technology and Applications (NIA). W październiku 2012 r. norma została opublikowana przez Deutsches Institut für Normung tym samym wchodząc w życie. W wyniku braku polskich regulacji w tej sferze, procedury przetargowe mogą się opierać na niemieckim prawodawstwie. 
DIN 66399 zastąpiła normę DIN 32757-1:1995-01. Wcześniejsza norma była użyteczna i funkcjonalną w procesie niszczenia papieru, natomiast nowa regulacja jest bardziej uniwersalna.
Dokument wyodrębnia sześć kategorii nośników danych: płyty CD/DVD, dyski twarde, karty pamięci, karty chipowe, karty z taśmą magnetyczną. Urządzenia są sklasyfikowane według stopnia niszczenia i przeznaczenia dla konkretnego nośnika danych. Tym niemniej wciąż jest to jedynie nieuwzględniająca specyfiki cyfrowych nośników danych adaptacja normy przeznaczonej do niszczenia dokumentów papierowych i nie daje gwarancji skutecznego zniszczenia danych, co zostało wykazane eksperymentalnie . Z tego względu dla niszczenia danych na nośnikach cyfrowych zalecany jest wybór innych metod, pozwalających nie tylko uszkodzić urządzenie i utrudnić odzyskanie danych, ale też naprawdę zniszczyć zawartość.
DIN 66399 wskazuje trzy klasy ochrony i siedem poziomów bezpieczeństwa. Przyporządkowanie do odpowiedniej klasy ochrony zależy od stopnia poufności materiałów przeznaczonych do zniszczenia.
Charakterystyka poszczególnych klas bezpieczeństwa:
Klasa ochrony 1 – standardowa ochrona danych. Dokumenty dostępne dla większych grup osób.
Klasa ochrony 2 – zwiększona potrzeba ochrony danych poufnych. Dokumenty dostępne dla wąskich grup osób.
Klasa ochrony 3 – bardzo wysoka potrzeba ochrony poufnych i tajnych danych, których ujawnienie mogłoby się wiązać z poważnymi konsekwencjami dla firmy.
Norma DIN 66399 wyodrębnia trzy procesy niszczenia nośników danych:
I - Nośnik danych jest niszczony przez odpowiedzialny dział.
II - Nośnik danych jest niszczony na miejscu, przez dostawcę usług.
III - Nośnik danych jest niszczony na zewnątrz, przez dostawcę usług.